# Pictures
Pictures – trzeci album brytyjskiej piosenkarki jazzowej i bluesowej pochodzenia gruzińskiego Katie Meluy, wydany 1 października 2007.

## Lista utworów
1. "Mary Pickford (Used to Eat Roses)" – 3:12 (Mike Batt)
2. "It's All in My Head" – 4:03 (Batt/Katie Melua)
3. "If the Lights Go Out" – 3:14 (Batt)
4. "What I Miss About You" – 3:48 (Andrea McEwan/Melua)
5. "Spellbound" – 3:00 (Melua)
6. "What It Says on the Tin" – 3:44 (Batt)
7. "Scary Films" – 4:02 (Batt)
8. "Perfect Circle" – 4:01 (Molly McQueen/Melua)
9. "Ghost Town" – 3:31 (Batt/Melua)
10. "If You Were a Sailboat" – 4:02 (Batt)
11. "Dirty Dice" – 3:39 (McEwan/Melua)
12. "In My Secret Life" – 4:23 (Leonard Cohen/Sharon Robinson)

## Twórcy
- Śpiew: Katie Melua
- Gitary: John Parricelli, Steve Donnelly, Chris Spedding
- Fortepian: Mike Batt, Katie Melua w "What I Miss About You"
- Kontrabas: brak danych
- Bębny: Ray Cooper
- Trąbka: Dominic Glover
- Skrzypce: brak danych
- Perkusja: brak danych
- Orkiestra: The Irish Film Orchestra - Dyrygent: Mike Batt